# 張書明
張書明出生於台北市南港區，是台灣六屆金卡納賽車國家代表隊的國手，曾經代表台灣出賽AAGC亞洲汽車金卡納大賽，目前在中華賽車會的授權下，以賽會金卡納教練的身分，成立台灣東部宜蘭縣、花蓮縣、台東縣的TGS俱樂部，並在台灣土地開發公司花蓮洄瀾灣新天地車訓場、花蓮縣壽豐鄉新光兆豐休閒農場，定期舉辦中華賽車會TIGP台灣金卡納錦標賽東區分站、金卡納教學工作坊、高階安全駕訓工作坊。
現職：Yahoo奇摩汽車頻道：《高階駕訓班》節目